# Парнал Пловер
Парнал Пловер (енгл. Parnall Plover) је британски морнарички ловац-извиђач. Први лет авиона је извршен 1923. године. 

Највећа брзина у хоризонталном лету је износила 228 km/h. Размах крила је био 8,84 метара а дужина 7,00 метара. Маса празног авиона је износила 923 килограма, а нормална полетна маса 1354 kg. Био је наоружан са два митраљеза калибра 7,7 милиметара Викерс.

## Наоружање
| Наоружање авиона: Парнал Пловер |     |
| Ватрено (стрељачко) наоружање   |     |
| Топ                             |     |
| Митраљез                        |     |
| Број и ознака митраљеза         | 2   |
| Калибар                         | 7,7 |
| Бомбардерско наоружање (бомбе)  |     |
| Ракетно наоружање (ракете)      |     |